# Inspektorat Nowy Sącz Armii Krajowej
Inspektorat Nowy Sącz AK kryptonim „Niwa”, „Lipiec” („VII”) – terenowa struktura Armii Krajowej.
Inspektorat Nowy Sącz wchodził w skład Okręgu Kraków AK.
W czasie akcji „Burza” na bazie inspektoratu został sformowany 1 Pułk Strzelców Podhalańskich AK. Kolejni inspektorzy Inspektoratu Nowy Sącz byli równocześnie dowódcami pułku.

## Inspektorzy
Lista inspektorów:
- mjr Franciszek Galica ps. „Ryś”
- mjr Franciszek Żak ps. „Franek”, „Siwosz” (1940 – marzec 1941)
- kpt Wacław Szyćko ps. „Wiktor” vel Wacław Orłowicz ( marzec – maj 1941)
- mjr Franciszek Galica ps. „Ryś” (czerwiec 1941 – )
- kpt. Henryk Musiałowicz ps. „Hala”
- ppłk Stanisław Mirecki ps. „Butrym”, „Pociej”, „Wit" (od luty 1943 – 27 VIII 1944)
- por. Jan Wojciech Lipczewski ps. „Wojtek”, „Wierzyca”, „Andrzej” (p.o. 28 VIII – 21 IX 1944)
- mjr art. Adam Stabrawa ps. „Borowy” (22 IX 1944 – 19 I 1945)

## Struktura organizacyjna
Organizacja w 1944:
- Sztab Inspektoratu
- Obwód Nowy Sącz AK kryp. „2/VII” a. 9 placówek
- Obwód Limanowa AK kryp. „4/VII” a. 10 placówek (placówka nr 10 w Łącku
- Obwód Gorlice AK kryp. „6/VII” a. 8 placówek
- Obwód Nowy Targ AK kryp. „8/VII” a. 6 placówek